# Seranovi
Seranovi ili Porodica Serano (šp. Los Serrano) je španska televizijska serija, snimana od 2003. do 2008. godine. Serija prati događaje porodice Serano i njihovih prijatelja. Postigla je veliki uspeh u svakoj zemlji u kojoj se prikazivala, a u Španiji je proglašena za jednu od najgledanijih serija u istoriji. Naslovnu numeru "1 i 1 su 7" (šp. "1 más 1 son 7") otpevao je Fran Perea, koji u seriji glumi Markosa. Glavne uloge u seriji tumače Antonio Resines, Hesus Bonilja i Antonio Molero, a glavna glumica Belen Rueda, je 2007. napustila seriju.

## Priča
Seranovi su velika urbana porodica. Dijego ima 41 godinu, udovac je, a Lusija ima 38 godina i razvedena je. Nekada, kao vrlo mladi su se voleli, a sada posle dosta godina slučajni susret i stara ljubav je oživela. Rešili su da se venčaju. Dijego dovodi u brak tri sina, a Lusija dve kćeri. Svi se useljavaju u novu kuću i Seranovi započinju novi život. Ali, period prilagođavanja nije posut ružama. Njihova deca su rasla u različitim društvenim i ekonomskim uslovima. Sada njihov zajednički život dovodi često do komičnih situacija koje ovu porodičnu seriju čine tako dinamičnom. Dijego ima brata Santjaga sa kojim zajednički drži mali bar gde se komšiluk skuplja na piće, meze i razgovore. Lusija je nastavnica u gimnaziji koju pohađaju Dijegovi sinovi i njene kćeri. Bar, kuća i škola su glavna mesta akcije. Teme su razlike u odgoju dece i različiti pristup svakodnevnim problemima, ali moraju da se naviknu na zajednički život. Za Dijegove sinove žene su nepoznati svet koji tek treba otkriti, a otkrića nisu uvek prijatna. Lusijine kćerke sa nevericom posmatraju kako se ponašaju muškarci i nadaju se da nisu svi muškarci isti. Muškarci i žene govore različitim jezikom i to se oslikava u seriji: oni vole bučne večere pored televizora, a one tihe porodične ručkove, oni vole druženje s prijateljima, a one putovanja i muziku, oni su duboko ukorenjeni u svoj komšiluk, a one imaju kosmopolitske ideje. Lusija odgaja kćeri uz razgovor i poverenje, a Dijego silom nameće svoju volju sinovima. Svako će morati da prihvati nešto od druge strane da bi porodica funkcionisala. Zbog životnih tema koje obrađuje serija je postala najgledanija u Španiji.

## Uloge
| Uloga                                            | Glumac         |
| ------------------------------------------------ | -------------- |
| Porodica Serano-Kapdevila                        |                |
| Dijego Serano Moreno                             |                |
| Giljermo "Gilje" Serano                          |                |
| Lusija Gomes Kasado                              |                |
| Markos Serano                                    |                |
| Eva Kapdevila Gomes                              |                |
| Francisko "Kuro" Serano                          |                |
| Marija Teresa "Tete" Kapdevila Gomes             |                |
| Donja Karmen Kasado                              |                |
| Francisko Serano Moreno                          |                |
| Elena Gomes                                      |                |
| Pepe                                             |                |
| Porodica Serano-Salgado                          |                |
| Santijago "Santi" Serano Moreno                  | Hesus Bonilja  |
| Marija Lurdes "Lurditas" Salgado Fernandez       |                |
| Donja Adela Fernandez                            |                |
| Santijago                                        | Serano Salgado |
| Porodica Martines                                |                |
| Fruktuoso Giljermo "Fiti" Martines Karasko-Lavin |                |
| Raul Martines Blanko                             |                |
| Kandela " Blanko Fernandez                       |                |
| Marija Asunsion "Ćoni" Martines Karasko          |                |
| Hose Luis "Hosiko" Salgado Fernandez             |                |
| Fruktuoso Martines Lavin                         |                |
| Andres Blanko Fernandez                          |                |
| Adrijan Martines                                 |                |

## Spoljašnje veze
- Porodica Serano на веб-сајту  (језик: енглески)
- Porodica Serano на веб-сајту  (језик: српски)
- Seranovi Fan sajt posvećen seriji Seranovi